# Centenari de la Primera Guerra Mundial

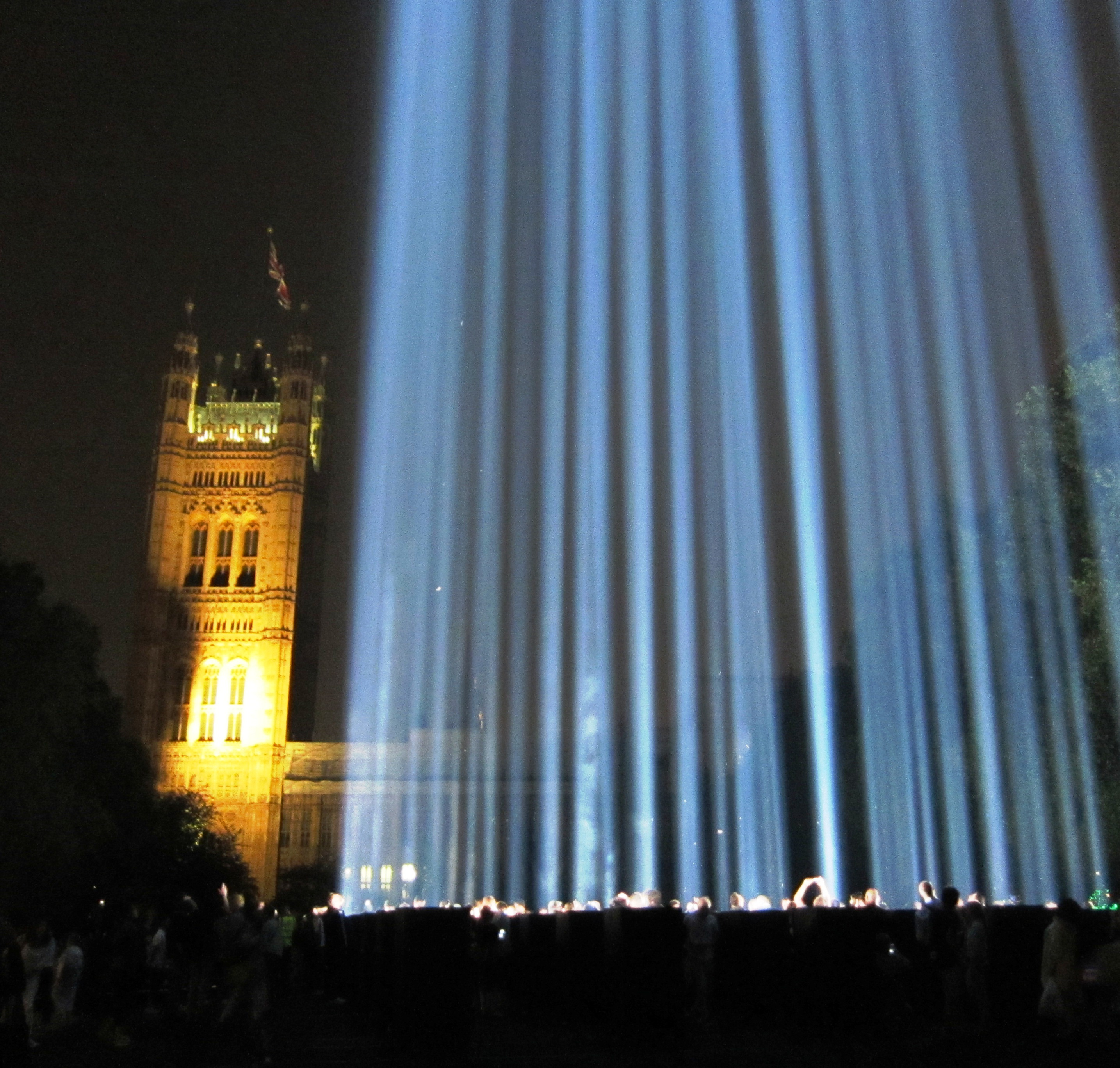
En el Regne Unit, les llums van ser apagades per recordar el començament de la guerra. Després, una torre de llum va brillar a través de Londres durant una setmana.

El Centenari de la Primera Guerra Mundial va constar d'una sèrie d'actes commemoratius realitzats en complir-se els cent anys del començament de la mateixa. El centenari va concloure formalment l'11 de novembre de 2018, marcant els cent anys de la fi de la guerra, amb l'assistència a l'Arc de Triomf de l'Étoile de París de gran nombre de caps d'estat.

## Commemoracions

### Europa Occidental

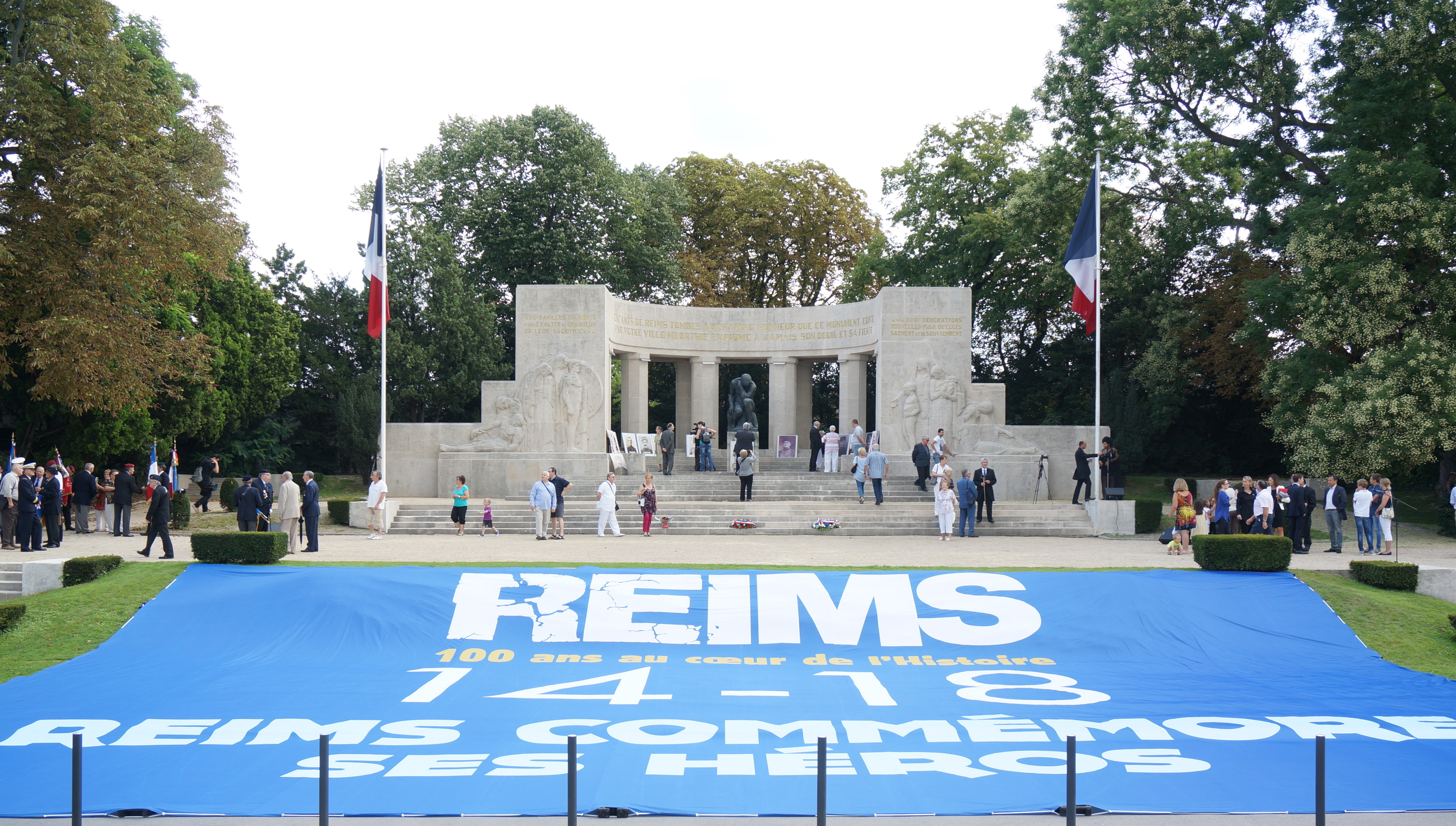
La ciutat francesa de Reims commemorant als caiguts.

Londres va apagar les seves llums en llocs històrics com la Plaça de Trafalgar, el Parlament Britànic i la Catedral de Saint Paul durant una hora, per commemorar el moment en què el Regne Unit declarava la guerra a Alemanya el 1914.
Amb una abraçada entre els presidents de França, François Hollande, i d'Alemanya, Joachim Gauck, dos països enemics en la Guerra Mundial, van commemorar junts en un acte simbòlic el centenari. Representants de 80 països han assistit més endavant als actes de la invasió de Bèlgica per les tropes alemanyes en la localitat de Lieja, inclosos més d'una desena de caps d'Estat; aquí, rebuts pel rei Felipe I de Bèlgica, han fet un anomenat a preservar la pau i aprendre de la Història, enfront dels conflictes que ara generen inestabilitat al món.
La Torre Eiffel es va il·luminar amb focs artificials amb els quals es van commemorar el Dia de la Bastilla i el centenari de la Primera Guerra Mundial, en els Camps Elíseos, dedicant un missatge de pau. Hores abans l'avinguda principal de París es va satisfer de soldats portant banderes de 76 països en la tradicional desfilada militar.
Com a homenatge als caiguts en la batalla del Somme, una de les més llargues i sagnants de la Primera Guerra Mundial, amb més d'un milió de baixes entre tots dos bàndols, al poble frances de Thiepval s'hi va anar commemorant cada dia que va durar la batalla (1 de juliol- 18 de novembre de 1916) amb un servei especial. El 18 de novembre es va dedicar un silenci de dos minuts i la col·locació d'una corona per marcar l'ocasió amb 2000 convidats en aquest poble.

### Europa Oriental

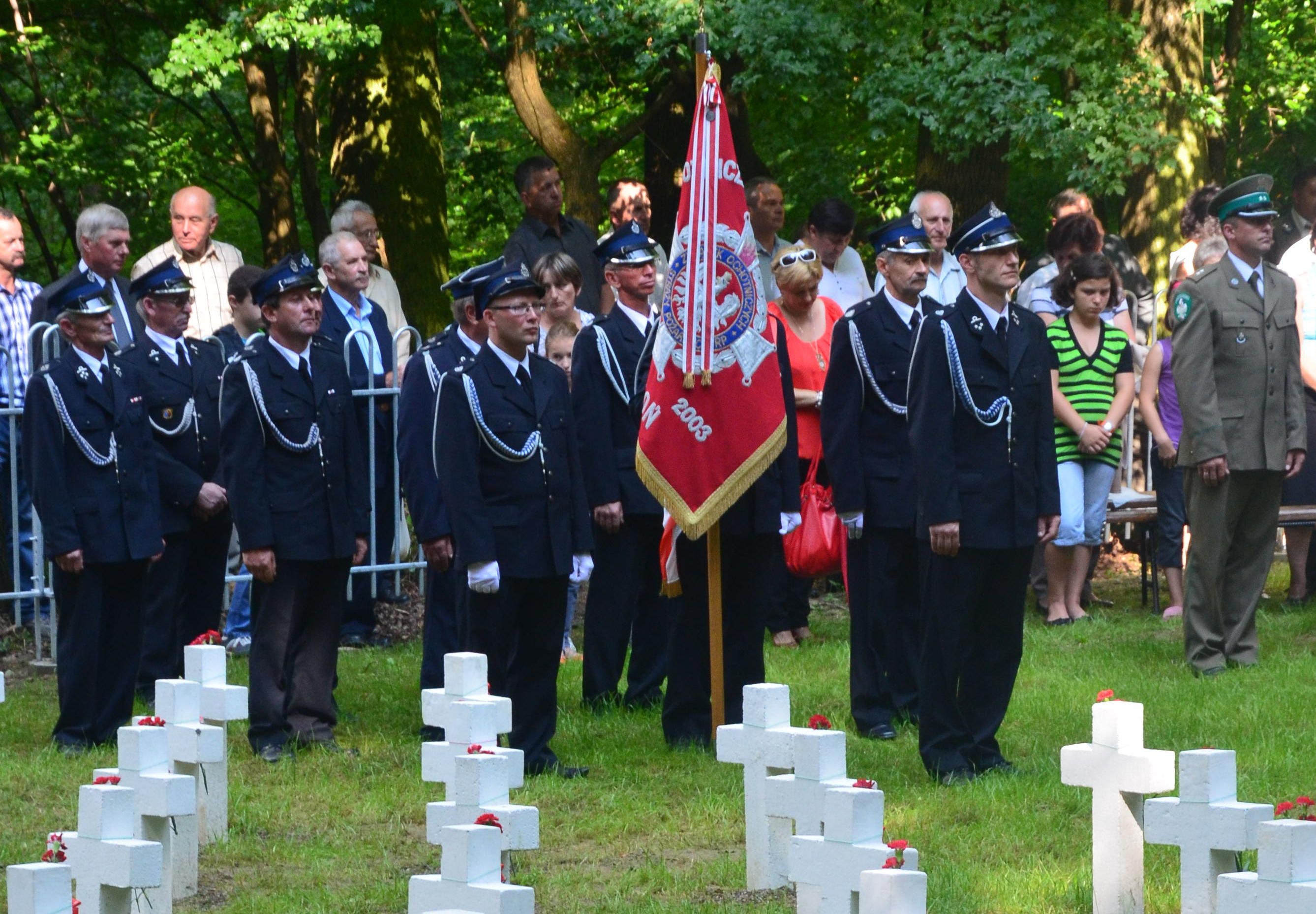
Homenatge a Polònia, als caiguts de la Primera Guerra Mundial.

La guerra va començar el 1914 en els Balcans, quan Àustria-Hongria va envair Sèrbia arran de l'atemptat de Sarajevo en què Gavrilo Princip va executar a l'Arxiduc Francisco Fernando, hereu de la corona austríaca. Però els serbis van acollir amb indiferència les cerimònies oficials del centenari el 2014, en protesta per l'acusació contemporània que ells van ser els qui van ocasionar el conflicte menyspreant les causes veritables que van provocar la guerra. Els serbo-bosnians van homenatjar com un heroi al Princep. La ciutat de Sarajevo, la capital bosniana i de majoria musulmana, va decidir esborrar qualsevol referència a Gavrilo Princip, qui en l'època comunista tenia un pont i un carrer amb el seu nom.
Mentrestant, les critiques a Rússia van estar enfocades en la crisi a Ucraïna i el seu antagonisme amb Occident, però el país va prendre un moment per al centenari, i el President Vladímir Putin va rendir els seus tributs.

### Amèrica del Nord
Estats Units va construir un monument a Washington DC en honor dels seus veterans de la Primera Guerra Mundial, acabat el 2018. El 2017 es van commemorar els 100 anys de l'ingrés del país americà a la I Guerra Mundial. El 6 d'abril més de 3 mil persones, incloent convidats de 20 països, van assistir a un esdeveniment a la ciutat de Kansas.

### Àfrica i Àsia
Les commemoracions del Centenari van estar marcades principalment en els districtes de Taita i Taveta —Kenya—, amb esdeveniments a partir del 16 d'agost de 2014. Més commemoracions es van realitzar en les nacions de la d'Àfrica Oriental Alemanya —Tanzània, Burundi, Rwanda— mentre que a Àsia, les primeres commemoracions oficials de l'es van dur a terme en Gallipoli, Turquia durant dos dies, començant el 25 d'abril de 2015 per commemorar el centenari del desembarcament de Gallipoli. Les commemoracions del centenari es marcaran principalment al comtat de Taita Taveta de Kenya, amb esdeveniments que comencen a partir del 16 d'agost de 2014 i continuen per altres 5 anys. Kenya, part de l'Àfrica oriental britànica amb fronteres amb Tanzània, part de l'Àfrica oriental alemanya. El comtat de Taita Taveta va ser per tant el lloc de diverses batalles importants en el que es coneixia com la Campanya d'Àfrica de l'Est de la Primera Guerra Mundial. Els principals llocs de batalla sobretot entre Alemanya i Regne Unit, els llocs de commemoració inclouen al pujol de Salaita, Mbuyuni, les fortificacions de Maktau, entre uns altres.